# Pholcus calligaster
Pholcus calligaster är en spindelart som beskrevs av Tamerlan Thorell 1895. Pholcus calligaster ingår i släktet Pholcus och familjen dallerspindlar.
Artens utbredningsområde är Myanmar. Inga underarter finns listade i Catalogue of Life.